# 서울외국어대학원대학교
서울외국어대학원대학교(-外國語大學院大學校)는 서울특별시 서초구에 있는 석사과정의 사립 대학원대학교이다.

## 연혁
2002년 5월 설립인가를 받아 2003년 개교하였다.
1기 졸업생을 배출한 이후, 꾸준한 성장을 통해 졸업생을 배출하였으며 현재 (2022년 기준) 18기까지 졸업생을 배출하였다

## 개설학과
- 한영통역번역학과
- 한중통역번역학과
- 한일통역번역학과